# Dactylophorosoma insulanum
Dactylophorosoma insulanum är en mångfotingart som beskrevs av Carl Graf Attems 1908. Dactylophorosoma insulanum ingår i släktet Dactylophorosoma och familjen knöldubbelfotingar. Inga underarter finns listade i Catalogue of Life.